# Adam Biddle
Adam Biddle (* 27. Juli 1988 in Sydney) ist ein australischer Fußballspieler in Diensten von Sydney Olympic.

## Karriere

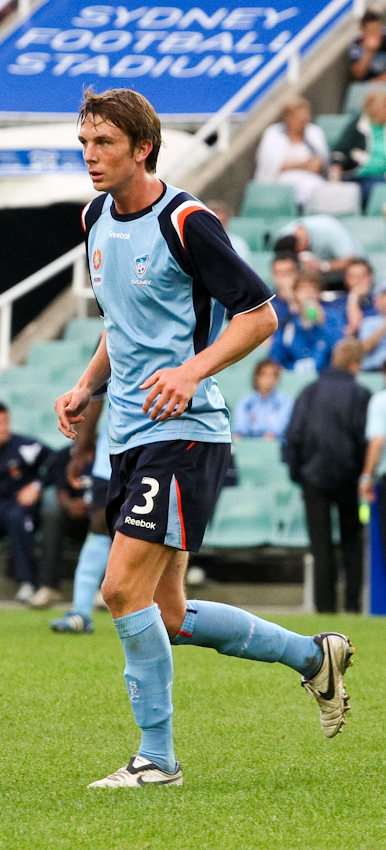
Biddle im Trikot des Sydney FC (2008)

Biddle begann seine Aktivenkarriere bei den Blacktown City Demons in der New South Wales Premier League (NSWPL). 2006 gewann er mit Blacktown den Johnny Warren Cup, 2007 wurde er Staatsmeister, kurz vor dem Meisterschaftserfolg hatte er beim A-League-Klub Sydney FC einen Zweijahresvertrag unterschrieben.
In seiner ersten Profisaison kam er zu elf Ligaeinsätzen, bei zweien davon stand er in der Startaufstellung. Sein erstes Profitor erzielte er beim 5:4-Sieg über die Central Coast Mariners zum zwischenzeitlichen 3:3. Am Saisonende wurde er mit dem Sydney FC Young Player of the Year Award ausgezeichnet. Nachdem er in der Saison 2008/09 nur noch zu zwei Einsätzen gekommen war, wurde sein Vertrag bei Sydney nicht mehr verlängert und er kehrte in die NSWPL zurück und schloss sich Sydney Olympic an.